# Secretariatul de Stat pentru Culte

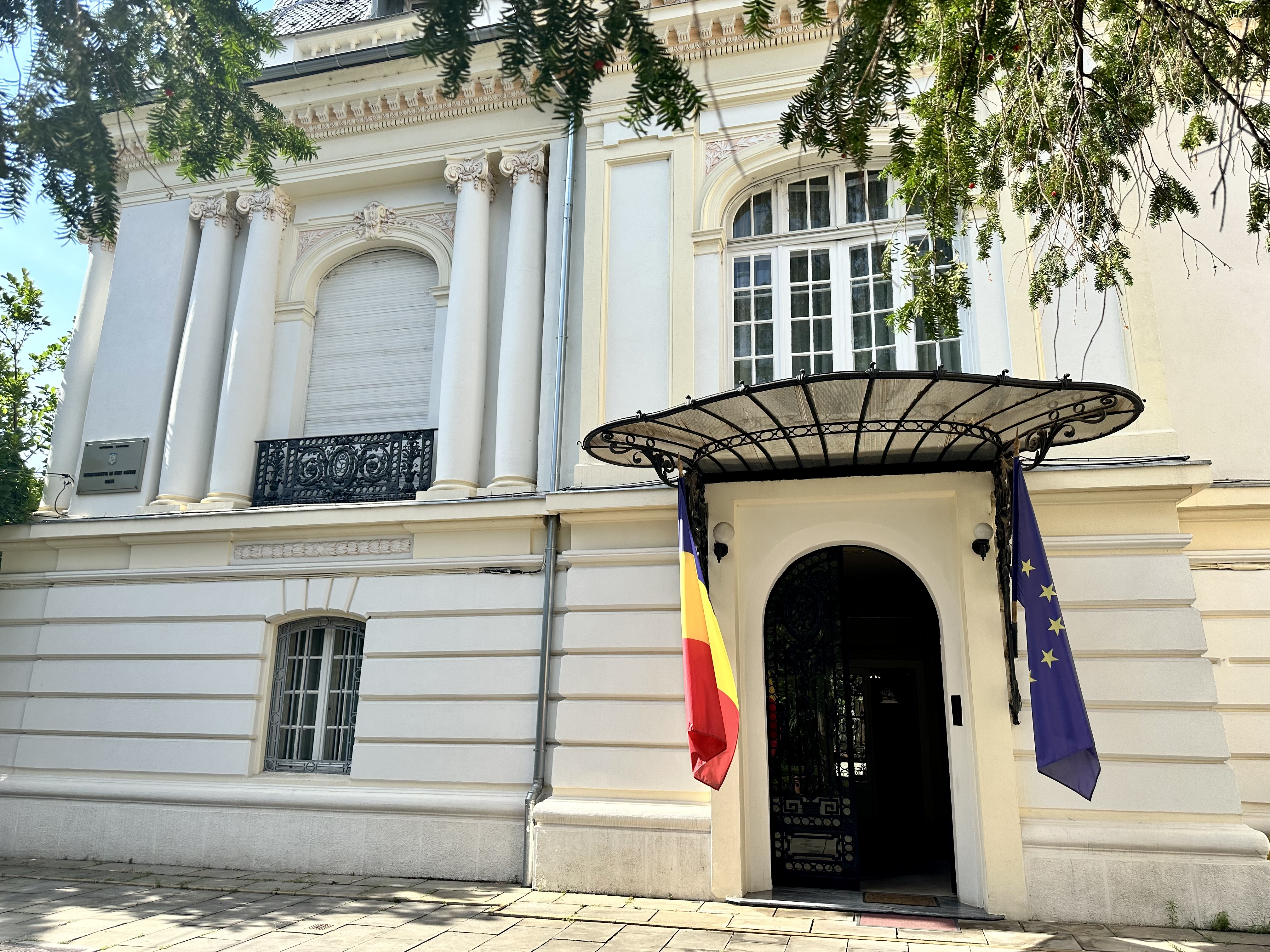
Sediul Secretariatului de Stat pentru Culte

Secretariatul de Stat pentru Culte este principala instituție a statului român care gestionează relațiile dintre stat și entitățile religioase (cultele religioase recunoscute și asociațiile religioase) din România. Totodată, este principala instituție a statului care oferă expertiză în domeniul vieții religioase și care participă direct la elaborarea și aplicarea politicilor publice privind libertatea religioasă și regimul general al cultelor. Face parte din administrația publică centrală, fiind în subordinea Guvernului și în coordonarea Primului-Ministru.
În prezent, instituția este condusă de Ciprian Olinici, numit secretar de stat în data de 23 iunie 2023, prin ordinul primului-ministru Marcel Ciolacu.
În România există 18 culte religioase recunoscute, alături de 44 de asociații religioase. Cultele recunoscute sunt: 
1. Biserica Ortodoxă Română[3]
2. Episcopia Ortodoxă Sârbă de Timișoara
3. Biserica Romano-Catolică
4. Biserica Română Unită cu Roma, Greco-Catolică
5. Arhiepiscopia Bisericii Armene
6. Biserica Ortodoxă de Rit Vechi din România (lipoveni)
7. Biserica Reformată din România
8. Biserica Evanghelică de Confesiune Augustană din România
9. Biserica Evanghelică Lutherană din România
10. Biserica Unitariană Maghiară
11. Cultul Creștin Baptist - Uniunea Bisericilor Creștine Baptiste din România
12. Biserica Creștină după Evanghelie din România
13. Biserica Evanghelică Română
14. Cultul Creștin Penticostal - Biserica lui Dumnezeu Apostolică din România
15. Biserica Adventistă de Ziua a Șaptea din România
16. Federația Comunităților Evreiești din România - Cultul Mozaic
17. Cultul Musulman din România
18. Organizația Religioasă "Martorii lui Iehova"
19. Adunările lui Dumnezeu din România

Conform paginii oficiale Arhivat în 30 iunie 2022, la Wayback Machine.Secretariatul de Stat pentru Culte asigură:
• respectarea și promovarea drepturilor și libertăților fundamentale consacrate de Constituția României și de Legea nr. 489/2006 privind libertatea religioasă și regimul general al cultelor, precum și de tratatele și convențiile internaționale la care România este parte, în ceea ce privește libertatea conștiinței și a credințelor religioase. 
• dezvoltă parteneriatul dintre autoritățile publice centrale și locale și cultele recunoscute de lege, în domeniile social, cultural și educațional. În această privință, Secretariatul de Stat pentru Culte se conduce după principiul fundamental conform căruia cultele recunoscute de lege sunt libere, autonome și egale în fața autorităților statului.
Structură:
Întrucât face parte din Guvernul României, Secretariatul de Stat pentru Culte este o instituție politică, condusă de un secretar de stat numit prin decizie a Primului-Ministru. Secretarul de stat dispune de propriul cabinet și este sprijinit în activitatea sa de un director de direcție (Direcția Relații Culte) și de doi șefi de serviciu (Serviciul Asistență, Învățământ, respectiv Serviciul Economic, Resurse Umane și Administrativ).

Sursele de finanțare:
Secretariatul de Stat pentru Culte este finanțat de la bugetul de stat, din bugetul Secretariatului General al Guvernului. Secretariatul de Stat pentru Culte este ordonator terțiar de credite.
Atribuțiile Secretariatului de Stat pentru Culte:
Conform Hotărârii de Guvern nr. 44/2013 privind organizarea și funcționarea Secretariatului de Stat pentru Culte cu modificările și completările ulterioare, acesta are următoarele atribuții:
• elaborarea și aplicarea de politici publice;
• administrarea relațiilor instituționale dintre culte, asociații religioase și stat, medierea relațiilor dintre acestea;
• supervizează respectarea libertății religioase, monitorizează aplicarea actelor normative interne și internaționale privind respectarea libertății religioase;
• elaborează documentație și emite acte administrative pentru acordarea și revocarea calității de cult/asociație religioasă;
• ține evidența personalului implicat în activitatea cultelor sau asociațiilor religioase;
• se implică în organizarea învățământului religios;
• acționează pentru dezvoltarea parteneriatului social dintre stat și culte;
• administrează principalele forme de sprijin financiar de la bugetul de stat către culte și verifică modul de utilizare a acestor fonduri;
• reprezintă statul român pe plan internațional în problemele care privesc direct libertatea religioasă și regimul general al cultelor;
• organizează și desfășoară activități de documentare-cercetare în domeniul vieții religioase.

Lista personalităților care au condus Secretariatul de Stat pentru Culte:
1990-2000
MINISTERUL CULTELOR; SECRETARIATUL DE STAT PENTRU CULTE
| Perioada              | Nume și prenumele      | Funcția                     |
| 18.01.1990-05.07.1990 | Nicolae STOICESCU      | Ministrul Cultelor          |
| 06.07.1990-01.03.1995 | Gheorghe VLĂDUȚESCU    | Secretar de Stat            |
| 01.07.1995-23.11.1996 | Ilie FONTA             | Secretar de Stat            |
| 23.11.1996-23.01.1997 | George CÂRSTOIU        | Secretar de Stat ad-interim |
| 23.01.1997-22.09.1999 | Gheorghe F. ANGHELESCU | Secretar de Stat            |
| 22.09.1999-05.01.2001 | Nicolae I. BRÂNZEA     | Secretar de Stat            |

29.12.2000 – 2009
MINISTERUL CULTURII ȘI CULTELOR
| Perioada               | Nume și prenumele     | Funcția                        |
| 28.12.2000-28.12.2004  | Rǎzvan THEODORESCU    | Ministrul Culturii și Cultelor |
| 05.01.2001-28.12.2004  | Laurențiu D. TĂNASE   | Secretar de Stat pentru Culte  |
| 29.12.2004-22.08.2005  | Monica Octavia MUSCĂ  | Ministrul Culturii și Cultelor |
| 22.08.2005-22.12.2008  | Adrian IORGULESCU     | Ministrul Culturii și Cultelor |
| 27.01.2005-22.06. 2007 | Nicolae Adrian LEMENI | Secretar de Stat pentru Culte  |
| 22.06.2007-22.12.2008  | Gigel Sorinel ȘTIRBU  | Secretar de Stat pentru Culte  |

2008 – 2009
MINISTERUL CULTURII, CULTELOR ȘI PATRIMONIULUI NAȚIONAL
| Perioada              | Nume și prenumele     | Funcția                                                |
| 22.12.2008-22.12.2009 | Theodor PALEOLOGU     | Ministrul Culturii, Cultelor și Patrimoniului Național |
| 04.02.2009-21.01.2010 | Nicolae Adrian LEMENI | Secretar de Stat pentru Culte                          |

2010 –
SECRETARIATUL DE STAT PENTRU CULTE
| Perioada              | Nume și prenumele      | Funcția                                   |
| 21.01.2010-06.06.2012 | Nicolae Adrian LEMENI  | Secretar de Stat                          |
| 28.06.2012-15.02.2013 | Florinel Irinel FRUNZĂ | Director General                          |
| 25.02.2013-24.08.2022 | Victor OPASCHI         | Secretar de Stat                          |
| 24.08.2022-23.06.2023 | Florinel Irinel FRUNZĂ | Director cu atribuții de Secretar de Stat |
| 23.06.2023-prezent    | Ciprian Vasile OLINICI | Secretar de Stat                          |